# George Leonard Carey

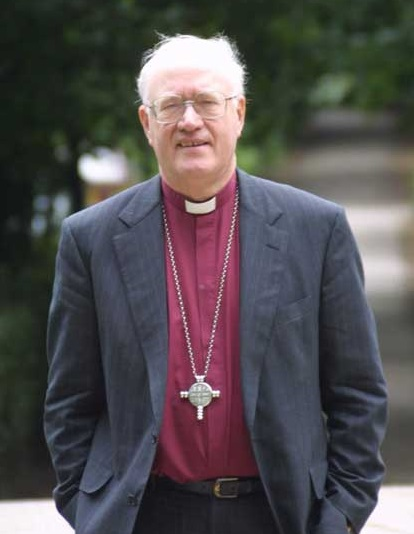
Erzbischof Carey

George Leonard Carey, Baron Carey of Clifton (* 13. November 1935 in Eastend in London) ist ein früherer anglikanischer Priester und Erzbischof von Canterbury.

## Leben
Carey besuchte die Bonham Road Primary School in Dagenham und danach die Bifrons Secondary Modern School in Barking. Als er die Schule mit fünfzehn verließ, arbeitete er für die London Electricity Board als Bürogehilfe, bevor er mit achtzehn seinen National Service bei der Royal Air Force absolvierte, der ihn auch in den Irak verschlug. Mit siebzehn wurde er nach einem Gottesdienstbesuch Christ. Während seiner Dienstzeit entschied er sich, eine Ordination anzustreben, und ging nach seiner Entlassung auf das King’s College London, nachdem er innerhalb von 15 Monaten 6 O-levels und 3 A-levels an dem London College of Divinity nachgeholt hatte. 1962 erreichte er den Abschluss Bachelor of Divinity und wurde zum Diakon und ein Jahr später zum Priester durch den Bischof von London ordiniert. Später kamen noch der Abschluss Master of Theology (M.Th.) und die Promotion zum Ph.D. an der heutigen London School of Theology hinzu.
Carey war Kurat an der St. Mary’s Islington von 1962 bis 1966, arbeitete danach bis 1970 als Dozent am Oak Hill Theological College und von 1970 bis 1975 am St John’s Theological College in Nottingham und wurde 1975 Vikar der St Nicholas’ Church in Durham bis 1982. Er schrieb später ein Buch über seine Erfahrungen dort mit dem Titel „The Church in the Market Place“.
Im Jahr 1982 wurde er zum Direktor des Trinity College in Bristol und 1984 an der dortigen Kathedrale auch Kanoniker. Nach seiner Bischofsweihe in der Southwark Cathedral 1987 wurde er 1988 zum Bischof von Bath und Wells ernannt. Als Robert Runcie als Erzbischof von Canterbury pensioniert wurde, übergab Premierministerin Margaret Thatcher, die durch ihren ehemaligen parlamentarischen Privatstaatssekretär Michael Alison MP unterstützt wurde, der Königin Careys Namen zur Ernennung. Der religiöse Korrespondent der Times, Clifford Longley, kommentierte, dass „Mrs Thatcher’s known impatience with theological and moral wooliness...will have been a factor.“

### Erzbischof
Sein Amt als Erzbischof von Canterbury nahm er am 19. April 1991 auf. Mit dem Amt war ein Sitz im House of Lords verbunden. Er nahm seine Aufgabe in der anglikanischen Gemeinschaft als Leiter von 70 Millionen Anglikanern weltweit sehr ernst und reiste durch verschiedene Provinzen. Erwähnenswert ist vor allem seine selbst bezahlte Reise nach Ruanda im Jahr 1994 nach dem Völkermord, durch welche er seine Gastgeber im Sudan durch einen späteren Besuch verärgerte, was die Ausweisung des britischen Botschafters nach sich zog. Er war Gastgeber der Lambeth-Konferenz 1998, zu der die ersten Bischöfinnen eingeladen waren.
In seine Amtszeit fallen einige als herausragend geltende nationale Veranstaltungen: So nahm er an der Beerdigung von Diana, Princess of Wales, im Jahre 1997 teil, führte Gottesdienste für die Nation für das neue Jahrtausend, zitierte das Johannes-Evangelium – „das Licht leuchtet in der Dunkelheit und die Finsternis hat es nicht überwunden“ – im Dienst für die Opfer der Terroranschläge am 11. September 2001, leitete die Ehrungen bei der Beerdigung von Elizabeth Bowes-Lyon im März des Jahres 2002 und predigte zum Goldenen Jubiläum der Königin ebenfalls im Jahr 2002 zum Thema „Du regierst mit unserer Liebe“.
Als Erzbischof von Canterbury setzte er sich für ein „Jahrzehnt der Evangelisation“ (Decade of Evangelism) ein. Er wurde für seine effiziente Verwaltung gelobt. Aber er löste auch heftige – teilweise sehr persönliche – Kritik aus.
Derzeit ist er Kanzler der University of Gloucestershire. Carey ist seit 1960 mit der Krankenschwester Eileen verheiratet. Sie haben zwei Söhne, Mark (anglikanischer Priester) und Andrew (Journalist), und zwei Töchter, Elizabeth und Rachel.
Am 31. Oktober 2002 wurde er emeritiert. Bei seinem Übertritt in den Ruhestand wurde er als Baron Carey of Clifton, of Clifton in the City and County of Bristol, zum Life Peer erhoben und ist dadurch auf Lebenszeit Mitglied des House of Lords. Im gleichen Jahr wurde ihm die Royal Victorian Chain verliehen.
Im Dezember 2024 legte Carey das Priesteramt nach Berichten über die Vertuschung sexuellen Missbrauchs nieder.

## Theologische und soziale Positionen
George Careys theologische Wurzeln liegen im evangelikalen Teil der Church of England. Er unterstützt eindringlich die Ordination von Frauen, aber er hat auch enge ökumenische Beziehungen mit der römisch-katholischen Kirche, seit er 1976 ausgewählt wurde, die Kirche von England auf einer Tagung des Päpstlichen Rates zur Förderung der Einheit der Christen in Rom zu vertreten.
Er steht Scheidung, geschiedenen Personen und der Wiederverheiratung von geschiedenen Personen tolerant gegenüber. Sein Sohn ist geschieden und er unterstützte die Wiederverheiratung des Prince of Wales mit Camilla Parker-Bowles, deren erster Ehemann noch lebt. Er ist gegen homosexuelle Beziehungen bei Mitgliedern des Klerus, auch wenn er zugibt, zwei Bischöfe geweiht zu haben, die im Verdacht stehen gleichgeschlechtliche Partner zu haben. Er war Vorsitzender der Lambeth-Konferenz von 1998 und unterstützte aktiv deren Beschluss, der alle homosexuellen Praktiken kompromisslos als „unvereinbar mit der Heiligen Schrift“ ablehnt. Carey wurde kritisiert für seine mangelnde Neutralität in der Frage des Versuchs zur Rettung eines Kompromisses, der auf der Konferenz von einer Arbeitsgruppe von Bischöfen präsentiert wurde. Er stimmte auch gegen eine ausdrückliche Verurteilung von Homophobie, welche in der ursprünglichen Version des Beschlusses enthalten war. Der Beschluss als Ganzes wurde von einem Kollegen Careys, Richard Holloway, Bischof von Edinburgh und Primas der Scottish Episcopal Church, beschrieben als ein Verrat. Carey sagte darauf: „Wenn diese Konferenz bekannt ist durch das, was wir über Homosexualität gesagt haben, dann haben wir versagt.“ Der Beschluss war jedoch der Anfang einer Eskalation der Krise um die Einheit innerhalb der anglikanischen Gemeinschaft durch die Frage der menschlichen Sexualität, welche auch weiterhin anhält. Der Beschluss ist das Kernstück in der derzeitigen Spaltung innerhalb der anglikanischen Gemeinschaft. Carey war auch einer von denen, die ausdrücklich den Cambridge Accord ablehnten, der versuchte, zumindest einen Konsens in der Frage der Menschenrechte von Homosexuellen zu erzielen. In einem Interview mit Sir David Frost im Jahr 2002 sagte er: „I don’t believe in blessing same-sex relationships because frankly I don’t know what I’m blessing.“
George Carey war der erste ehemalige Erzbischof von Canterbury, der seine Memoiren veröffentlichte. Das Buch „Know the Truth“ nennt Treffen mit dem Prince of Wales und Camilla Parker Bowles und seine Gedanken, dass sie heiraten. Im Jahr 1998 rief Carey öffentlich für die humane Behandlung von General Augusto Pinochet auf, dem ehemaligen Präsidenten von Chile, der damals in Großbritannien in Haft war. Im Jahr 2000 übte er Kritik an der Erklärung der Glaubenskongregation Dominus Iesus. In seinen Augen wird die jahrelange Zusammenarbeit ihrer Kirchen und der ökumenische Dialog durch die römisch-katholische Kirche nicht gewürdigt.
Als Erzbischof war Carey im interreligiösen Dialog aktiv und arbeitete an einem besseren Verhältnis zu den Muslimen. Am 25. März 2004, nach seinem Eintritt in den Ruhestand, hielt er eine Rede, in der er den Mangel an Demokratie und Innovation in den muslimischen Ländern beklagt, einen Mangel an kritischer Wissenschaft gegenüber dem Koran unterstellt und dass sich moderate Muslime stärker der Übernahme des Islam durch Extremisten widersetzen sollten. Er kritisierte auch die Mehrheit der Muslime, die keine Extremisten unterstützen, aber auch nicht öffentlich verurteilen. Einige Beobachter haben seine Rede als ausgesprochenen Angriff auf den Islam angesehen. Carey schrieb eine Stellungnahme in der Times am 10. September 2008 (P 26), in der er sagte: „Die Zuwanderung muss unter Kontrolle gehalten werden, wenn wir die Grundlagen der britischen Gesellschaft beibehalten wollen, wie sie im Laufe der Generationen aufgebaut wurde. Wenn das Ausmaß der Zuwanderung weiter zunimmt mit Menschen verschiedener Religionen, Kulturen und Traditionen, was wird es bedeuten britisch zu sein?“.
Im Februar 2006 kam es nach einem Brief an die Times zu noch mehr Kontroversen. Darin erklärte er, dass die von seinem Nachfolger unterstützte Zurücknahme von Kapital durch die Generalsynode aus Unternehmen, die in den besetzten Gebieten durch Israel tätig sind, ihn sich schämen ließe, ein Anglikaner zu sein.
Seit seiner Pensionierung unterstützte er die gleichgeschlechtlichen Partnerschaften im weltlichen Recht, war aber weiterhin gegen homosexuelle Ehen und den Segen von homosexuellen Partnerschaften in der Kirche.
Im September 2006 unterstützte er den Papst in der Kontroverse über seine Bemerkungen über den Islam und erklärte, „es wird keine wesentlichen materiellen und wirtschaftlichen Fortschritte [in muslimischen Gemeinschaften] geben, bis der muslimische Geist es erlaubt, den Status quo der muslimischen Konventionen und sogar ihre gehegten Gepflogenheiten zu ändern.“ Seine Bemerkungen brachten jedoch viel weniger Aufmerksamkeit und Interesse als die des Papstes. Im November 2006 wurde er für den Vortrag der Church Mission Society in der Kathedrale von Bangor durch den Dekan von Bangor gesperrt, welcher Carey bezichtigte „ein Faktor der Uneinigkeit und der Illoyalität zu Rowan Williams, eine entzweiende Kraft“ geworden zu sein.

## Veröffentlichungen
- 1984: The Church in the Marketplace
- 1986: The Gate of Glory
- 1989: The Great God Robbery
- 1998: Canterbury Letters to the Future
- 2004: Know the Truth – Autobiographie

## Anrede (style)
- Mr George Carey (1935–1962)
- The Reverend George Carey (1962–1988)
- The Right Reverend George Carey (1988–1991)
- The Most Reverend and Right Honourable George Carey (1991–2002)
- The Right Reverend and Right Honourable The Lord Carey of Clifton (2002-)